# Amalie Brader
Amalie Kristine Brader Gatzwiller (født 1981) en dansk atlet som var medlem af Viborg AF (-1998). Aarhus 1900 (2000-2002) og Sparta Atletik (2002-2008).
Brader var cheftræner for eliteaktive i Frederiksberg IF 2008-2009 og Københavns IF 2009–2010. Amalie var træner for Jessie Ipsen i perioden fra 2008-2010, hvor Jessie sprang 6.13m, som var det længste længdespring ved et DM siden Renata Pytelewska Nielsen vandt i 1997.
Amalie Brader er gift med Espen Gatzwiller.

## Erhverv
Amalie Brader Gatzwiller har tidligere været specialkonsulent i Undervisningsministeriets departement og styrelse. Hun er nu chef for Policy og Analyse på Roskilde Universitet.

## Internationale ungdomsmesterskaber
- 1997 Ungdoms-OL Højdespring 16. plads 1,63

## Danske mesterskaber
- Sølv 2006 Højdespring 1,64
- Sølv 2005 Højdespring 1,67
- Sølv 2005 Trespring inde 11,68
- Guld 2005 Højdespring inde 1,76
- Sølv 2004 Højdespring 1,73
- Sølv 2004 Højdespring inde 1,64
- Sølv 2003 Højdespring 1,71
- Sølv 2003 Højdespring inde 1,67
- Sølv 2002 Højdespring 1,71
- Guld 2002 Højdespring inde 1,67
- Sølv 2001 Højdespring 1,61
- Sølv 2000 Højdespring inde 1,50

## Personlige rekorder
- Højdespring: 1,76 2005
- Trespring: 11,98 2006